# Porto Novo
Porto Novo (portugisisk for Nyhavn) er en by og den vestligste kommune på Kap Verde og i Afrika. Porto Novo ligger på øen Santo Antão, som er en del af øgruppen Barlavento. Kommunen dækker totredjedele af øens areal og har en tredjedel af befolkningen. 

## Befolkningsudvikling (by)
| År                           | Befolkning |
| ---------------------------- | ---------- |
| 23. juni 1990, folketælling) | 4.867      |
| 16. juni 2000, folketælling) | 5.532      |
| 2003 (estimeret)             | 5.900      |
| 1. januar 2005, estimeret)   | 5 .580     |

17°01′10″N 25°03′53″V / 17.0195056°N 25.0646306°V